# Спиро Белкамени
Спиро Толи Белкамени или Балкамени (на албански: Spiro Toli Ballkameni) е албански революционер, деец на Албанското възраждане.

## Биография
Роден е в 1885 година в леринското арванитско село Бел камен, откъдето и носи името си. В 1905 година се присъединява към гръцката пропаганда, но в 1908 година къса с гръцката идея и застава на националистически албански позиции. Работи против елинизиращото влияние на гръцката църква в Бел камен и съседното арванитско село Негован. При атентат гръцки терористи го раняват в Лерин. Същевременно Балкамени организира и антиосмански революционни комитети. В 1910 година заминава за Египет, поканен от албански патриоти. В 1912 година е един от лидерите на Албанското въстание с чета, съставена от тоски християни и мюсюлмани.